# Lestodiplosis hopkinsi
Lestodiplosis hopkinsi är en tvåvingeart som först beskrevs av Ephraim Porter Felt 1911.  Lestodiplosis hopkinsi ingår i släktet Lestodiplosis och familjen gallmyggor.
Artens utbredningsområde är Kalifornien. Inga underarter finns listade i Catalogue of Life.